# پیتر ندود
پیتر ندود (انگلیسی: Petr Nedvěd؛ زادهٔ ۹ دسامبر ۱۹۷۱) بازیکن هاکی روی یخ اهل کانادا است.
از باشگاه‌هایی که در آن بازی کرده‌است می‌توان به فینیکس کایوتیس، فیلادلفیا فلایرز، ادمونتون اویلرز، ونکوور کناکز، و نیویورک رنجرز اشاره کرد.